# Ar (Unix)
ar（archiver）是Unix系统上的归档工具，用于将多个文件归档为一个文件。ar目前一般仅被链接器用创建更新静态库和生成.deb包。它的归档功能现在基本被 tar所取代。 GNU Binutils包含ar .
Linux标准规范（LSB）中，ar 已被弃用，并可能在将来的版本中移除，理由是LSB不应包含软件开发工具和指定.o和.a文件格式。

## 文件格式

.deb文件结构示例

ar格式从未标准化过，历史上有过多种形式 如 V6, V7, AIX和Coherent等，与通用格式都有很大的差别。现在的通用格式主要基于两种变体：BSD 和 System V（最初称为 COFF，也被 GNU， ELF和Windows使用。）Debian的 ".deb" 使用通用格式。
.ar文件起始是一个全局文件头，接着是各个文件的文件头和数据部分。数据部分为2字节对齐，如果数据长度为奇数，则填充一个换行符（\n，0x0A）。

### 特征签名
为 "!<arch>" 和换行符（0x0A）.

### 文件头
归档的每个文件包含文件头存储文件信息。下表为通用格式。数值为ASCII编码，并用空格(0x20)向右填充。
| 偏移 | 长度 | 名称           | 各式      |
| ---- | ---- | -------------- | --------- |
| 0    | 16   | 文件标识符     | ASCII     |
| 16   | 12   | 文件修改时间   | 十进制    |
| 28   | 6    | 所有者ID       | 十进制    |
| 34   | 6    | 组ID           | 十进制    |
| 40   | 8    | 文件模式       | 八进制    |
| 48   | 10   | 文件大小字节数 | 十进制    |
| 58   | 2    | 结束字符       | 0x60 0x0A |

标头全部为可打印的ASCII字符和换行符，所以只包含文本文件的ar归档文件仍然是文本文件。
每个文件从偶数字节开始，如果长度为奇数，则需要填充一个换行符，文件头中的文件大小存储是实际大小。
由于文件名长度和格式的限制，GNU和BSD变体都设计了不同的存储长文件名的方法。尽管通用格式不会受到2038年问题的困扰，但很多系统上的ar程序存在这种问题，可能需要修改以正确处理超过2147483647的时间戳。有关这些扩展的说明，请参见libbfd。
根据格式的不同，许多ar实现了用于快速链接的全局符号表（armap，目录或索引）而无需扫描整个存档中的符号。POSIX识别此功能，并且要求ar实现具有 -s选项更新符号表。大多数实现将其放在第一个文件条目中。

#### BSD变体
BSD ar 在文件名头填充ASCII空格符，文件名如包含空格会有问题。4.4BSD ar将"#1/"和文件名长度放置在文件名字段，并将文件名放置在数据段的最前面
BSD ar 自身不处理全局符号查找表，而使用单独的工具ranlib。ranlib会插入一个与系统架构相关的文件 __.SYMDEF作为第一个文件 一些后来的版本会在名称后面放置一个空格和"SORTED"字符表示已排序。 Darwin 64位系统使用__.SYMDEF_64。
由于POSIX规范要求-s选项，新的BSD ar 重新实现了该要求。FreeBSD 弃用了 SYMDEF 表而采用 System V 类型的查找表。

#### System V（或 GNU）变体
System V ar 用字符'/'（0x2F）标记文件名结束，从而文件名可以使用空格。需要扩展的文件将文件名存储在"//"文件的数据段，在标头文件名字段中写入'/'和十进制的偏移地址。 "//"文件包含的是长文件名列表，以换行符分割。通常 "//" 是第二个条目，符号表为第一个条目。
System V ar 用 "/" 文件名表示对应的数据为符号查找表，包含三部分，并存储为连续的数据。
1. 一个32位整数，大端存储：符号表的条目数。
2. 一组32位整数，大端存储：每个表示该符号在归档中的位置。
3. 一组字符串，0结尾：符号名称

有些 System V ar不使用上述各式，如HP-UX 11.0，上述信息存储为 SOM文件格式。
为解决4GiB文件限制，某些系统如Solaris 11.2 和 GNU使用不同的查找表。不同之处在于使用64位整数和用"/SYM64/"代替"/"

##### Windows 变体
Windows的PE/COFF格式基于 System V/GNU。 第一个条目为 "/" 与System V/GNU符号表相同。第二个条目也是"/"，使用小端整数，表示ECOFF扩展，用于存储经过排序的符号交叉引用表。  第三个条目为 "//" 长文件名数据。

### Thin archive
GNU binutils和elfutils中的 ar 有一个 "thin archive" 格式，特征签名为 !<thin>，仅包含符号表和对该文件的引用。